# Kiruna AIF
Kiruna AIF – szwedzki klub hokeja na lodzie z siedzibą w Kirunie.